# Anne Pierre Nicolas de Lapisse

Wappen de Lapisse

Anne Pierre Nicolas de Lapisse, Chevalier, Seigneur de Joinville (* 23. März 1773 in Rocroi; † 24. Februar 1850 in Laneuville-sur-Meuse), war ein französischer Adliger, Militär im Empire und Brigadegeneral zu Zeiten der Restauration.

## Herkunft
Er war Sohn des Colonels Antoine Pierre de Lapisse, Seigneur de la Mothe, Villargue et d’Hassy (* 12. Juli 1739 in Mézières; † 1. Juli 1815 in Rumigny) und entstammte einer seit 1666 im Adelsregister zugelassenen Familie mit Sitzen im Limousin, Guyenne (Périgord) und in Mézières in der Champagne.

## Biographie

### In der Armee der Republik
Am 25. April 1788 trat Anne Pierre Nicolas als Lieutenant en second in die Artillerieschule École du génie de Mézières ein und schloss am 12. Februar 1792 ab. Am 21. Mai 1792 wurde er zum Generalstab der Armée des Ardennes detachiert und wurde am 1. Juli Aide-de-camp (Adjutant) des Generals Benoît-Louis Bouchet. 1792 und 1793 war er auf den Feldzügen bei der Belagerung von Namur, Bréda und Geertruidenberg zugegen.

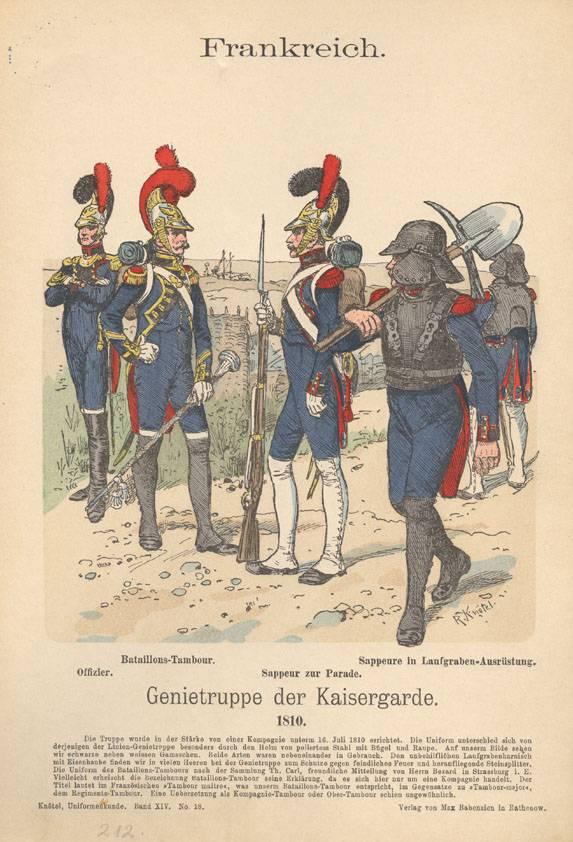
Französische Genietruppe von 1810 (Uniformenkunde von Richard Knötel)

Nach dem Rückzug von Tournai, war er bei der Verteidigung von Valenciennes eingesetzt, wo er bei der Explosion einer Granate eine Schulterverletzung erlitt. Er wurde am 1. Juni 1793 zum Capitaine 2. Klasse befördert. Nach der Kapitulation von Valenciennes am 1. August geriet er zunächst in Gefangenschaft, konnte aber nach Freilassung am 16. August nach Paris zurückkehren. Dort wurde er vom Wohlfahrtsausschuss inhaftiert, der versuchte, etwaige Verräter für die Übergabe von Valenciennes zur Verantwortung zu ziehen. Er kam erst im Zuge der Vorfälle des 9. Thermidor wieder frei.
Am 9. Oktober 1794 aus der Haft entlassen, erhielt er sein Patent als Capitaine zum 26. November 1794, und wurde in Strassburg als Ingenieur eingesetzt. Nach Beförderung zum Capitaine 1. Klasse am 21. März 1795 wurde er als ingénieur en chef am 11. Juni nach Landrecies  geschickt. Vom 28. November 1795 bis zum 15. April 1799 diente er in Avesnes, Landrecies, Saint-Quentin und Péronne. Am 24. Januar 1800 trat er in den Generalstab der Genietruppe der Armée d’Italie und war an den Belagerungen von Savone und Verona beteiligt.
Am 17. April 1801 wurde er Bataillonschef, am 24. November provisorischer und am 10. Februar 1802 titularischer Sous-directeur in Batavien, dann in Piemont und am 16. März 1803 in Turin. Am 14. Juni 1804 wurde zum Ritter der Légion d’honneur ernannt.

### Empire und Restauration

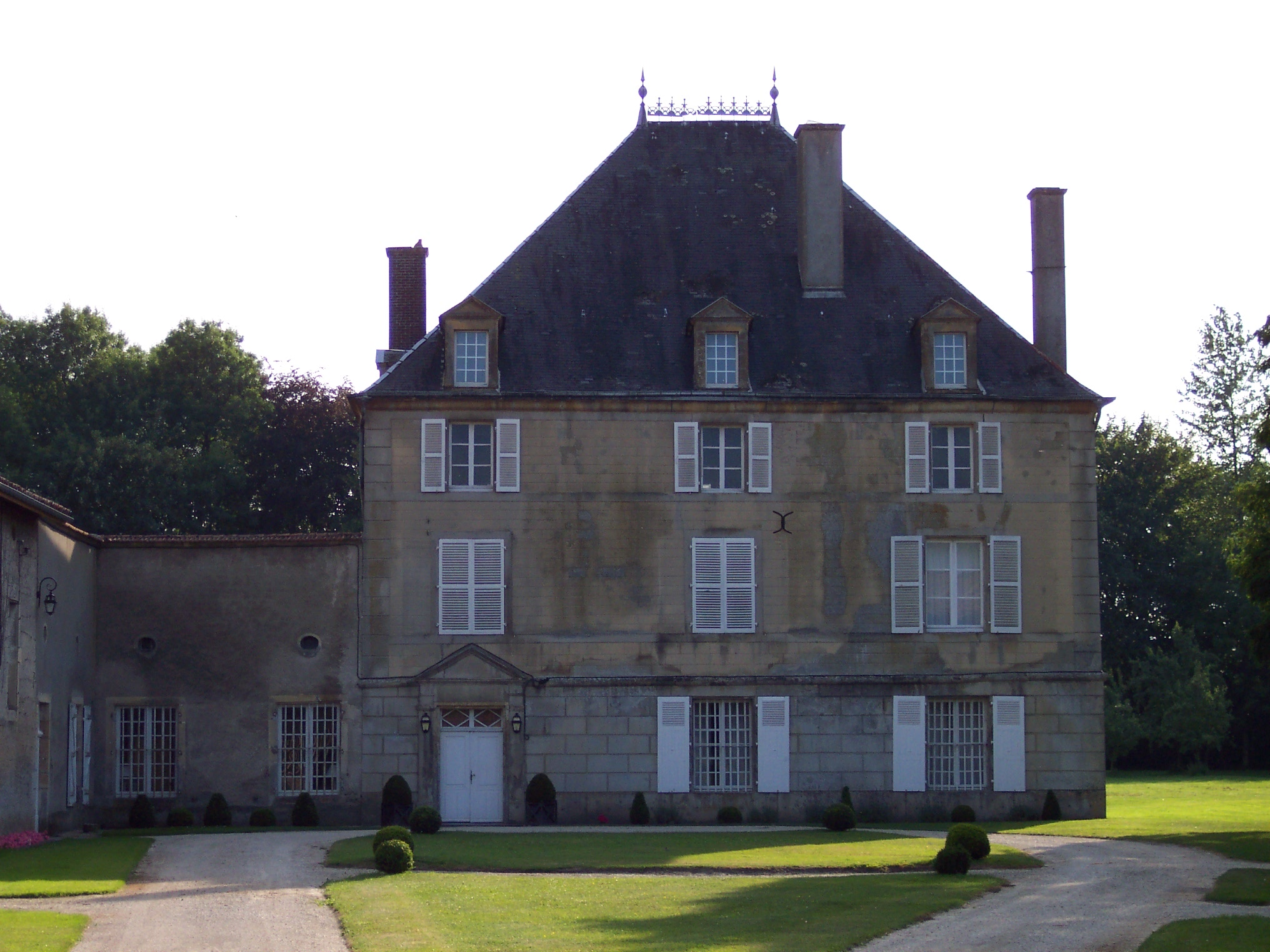
Chateau de Laneuville

Vom 15. März 1805 bis zum 9. Oktober 1809 leitete er Befestigungsarbeiten in Maubeuge, Mainz und Ostende. Nach seiner Rückkehr am 22. Januar 1810 wurde er am 7. Oktober zum Colonel directeur der Festung Mainz ernannt. In der dortigen Festung belagert, war er 1813 und 1814 der Oberkommandant der dortigen Genietruppen.
Zurück in Frankreich seit Mai 1814 fand er ab 27. Juni einen neuen Posten in Le Havre und erhielt am 29. Juli die Würden eines Offiziers der Ehrenlegion und am 17. September 1814 jene eines Ritters des Ordre royal et militaire de Saint-Louis. Während der Herrschaft der Hundert Tage blieb er auf dem genannten Posten, und nach der bourbonischen Restauration wurde er am 21. Mai 1816 vom König Ludwig XVIII. weiterhin mit der Direktion von Le Havre betraut.

### Spätere Laufbahn
Am 19. Januar 1822 wechselte er zur Direktion von Verdun, wo er schließlich am 3. November 1827 zum Commandeur de la Légion d’Honneur (C. LH) ernannt wurde. Im Revolutionsjahr 1830 verschloss er die Tore von Verdun vor den Truppen, die aus dem Lager in Lunéville zur Unterstützung des Königs Karl X. anrückten. Am 9. Juni 1831 beförderte Louis-Philippe I. ihn zum Maréchal de camp.
Er wechselte nach Paris als Inspekteur der Genietruppe und Mitglied der Festungskommission (Comité des fortifications). 1832 und 1833 war er General-Inspekteur der Nord- und Ost-Division. 1834 übernahm er zeitweise Aufgaben bei der gemischten Kommission für öffentliche Bauarbeiten und Befestigungen von Paris.
Sein Ruhestand begann am 31. März 1835, und er zog sich auf das Château de Laneuville zurück, das er in der ersten Hälfte des 19. Jahrhunderts umbauen ließ. Er verstarb dort am 24. Februar 1850 im Alter von 76 Jahren.